# Joyce Compton
Joyce Compton, född 27 januari 1907 i Lexington, Kentucky, död 13 oktober 1997 i Los Angeles, Kalifornien, var en amerikansk skådespelare. Compton medverkade i över 150 filmer åren 1925-1958. 1926 blev hon utnämnd till en av årets "WAMPAS Baby Stars". 
Hon har en stjärna för filminsatser på Hollywood Walk of Fame.

## Filmografi (i urval)
- 1929 – Farliga former
- 1932 – Om jag hade en miljon (ej krediterad)
- 1932 – Hårda viljor
- 1934 – Den vita paraden
- 1937 – Min fru har en fästman
- 1937 – Stjärna sökes[5]
- 1937 – En boxare bland gangsters (ej krediterad)
- 1938 – New Yorks undre värld
- 1939 – Rose från Washington Square
- 1940 – De färdas om natten (ej krediterad)
- 1940 – Mannen med järnnävarna
- 1941 – En kvinna bland män
- 1941 – Som man bäddar...
- 1941 – Ziegfeldflickan (ej krediterad)
- 1942 – Flygets käcka gossar
- 1945 – På farliga vägar
- 1945 – Under falsk flagg
- 1945 – Mildred Pierce – en amerikansk kvinna (ej krediterad)
- 1946 – De bästa åren (ej krediterad)
- 1948 – Ursäkta, fel nummer! (ej krediterad)